# Кристоф III фон Шварценберг
Кристоф III фон Шварценберг (на немски: Christoph III von Schwarzenberg zu Hohenlandsberg; * 24 май 1581; † 1 май 1611) е граф на Шварценберг и на Хоенландсберг.

## Произход
Той е син на граф Кристоф II фон Шварценберг (1550 – 1596) и съпругата му Анна Кергл цу Фюрт (1553 – 1622), дъщеря на Рихард Кергл цу Фюрт и Вероника фон Шварценщайн, дъщеря на Рихард Кергл цу Фюрт и Вероника фон Шварценщайн. Брат е на Георг Лудвиг фон Шварценберг-Хоенландсберг (1586 – 1646), имперски граф на Шварценберг-Хоенландсберг.

## Фамилия
Кристоф III фон Шварценберг се жени на 7 април 1603 г. за фрайин Мария Барбара цум Турн († сл. 1603), дъщеря на фрайхер Зигмунд цум Турн и Зигуна фон Лайминг. Те имат един син:
- Йохан Фердинанд фон Шварценберг-Хоенландсберг (* 1604; † 29 октомври 1627), умира на 23 години, погребан във Вилстер, Холщайн